# Тебеса (покрајина)
Тебеса (арап. ولاية تبسة‎), једна је од 48 покрајина у Народној Демократској Републици Алжир. Покрајина се налази у североисточном делу земље у појасу између планинских венца Атласа и Аураса на граници са Тунисом.
Покрајина Тебеса покрива укупну површину од 14.227 km² и има 657.227 становника (подаци из 2008. године). Највећи град и административни центар покрајине је град Тебеса.